# Abdessamed Bounacer
Abdessamed Bounacer (en arabe : عبد الصمد بوناصر), né le 11 décembre 2004 à Staoueli en Algérie, est un footballeur algérien. Il évolue au poste de défenseur central au Al-Shamal SC.

## Biographie
Le 19 mars 2023, Abdessamed Bounacer a fait sa première apparition senior avec l'USM Alger en tant que titulaire contre le FC Saint-Éloi Lupopo lors de la Coupe de la confédération 2022-2023, devenant ainsi le plus jeune joueur à représenter l'USM Alger en compétition africaine à l'âge de 18 ans. Son apparition est intervenue quelques jours après que son club a annoncé que Bounacer était invité à des essais avec le Paris FC et le FC Sochaux-Montbéliard. Le 11 avril, le staff technique a donné le feu vert à Bounacer pour effectue des essaies en Europe. Le 3 juin 2023, Bounacer a remporté le premier titre de sa carrière de footballeur en remportant la Coupe de la confédération 2022-2023 après avoir battu en finale les Young Africans de Tanzanie. Le 15 septembre 2023, Bounacer a remporté le titre de la Super Coupe de la CAF après avoir gagné contre Al Ahly SC, c'est le deuxième titre africain avec l'USM Alger en trois mois. Le 19 juin 2024, Abdessamed Bounacer prolonge son contrat pour deux saisons, et ce jusqu'en juin 2027.
Le 24 juillet 2024, il signe officiellement à Al-Sadd SC pour cinq saison jusqu’en 2029.

## Statistiques

### En club
| Saison                | Club                  | Championnat           | Championnat | Championnat | Championnat | Coupe(s) nationale(s) | Coupe(s) nationale(s) | Coupe(s) nationale(s) | Compétition(s) continentale(s) | Compétition(s) continentale(s) | Compétition(s) continentale(s) | Compétition(s) continentale(s) | Total | Total | Total |
| Saison                | Club                  | Division              | M.          | B.          | P.d.        | M.                    | B.                    | P.d.                  | Comp.                          | M.                             | B.                             | P.d.                           | M.    | B.    | P.d.  |
| 2022-2023             | USM Alger             | Ligue 1               | 2           | 0           | 0           | -                     | -                     | -                     | CAF2                           | 4                              | 0                              | 0                              | 6     | 0     | 0     |
| 2023-2024             | USM Alger             | Ligue 1               | 20          | 0           | 1           | 3                     | 1                     | 0                     | CAF2                           | 6                              | 0                              | 0                              | 29    | 1     | 1     |
| Sous-total            | Sous-total            | Sous-total            | 22          | 0           | 1           | 3                     | 1                     | 0                     | -                              | 10                             | 0                              | 0                              | 35    | 1     | 1     |
| 2024-2025             | Al-Sadd SC            | Qatar Stars League    | 4           | 0           | 0           | 0                     | 0                     | 0                     | ACL                            | 1                              | 0                              | 0                              | 5     | 0     | 0     |
| 2025-2026             | Al-Shamal SC (prêt)   | Qatar Stars League    | 1           | 0           | 0           | -                     | -                     | -                     | -                              | -                              | -                              | -                              | 1     | 0     | 0     |
| Total sur la carrière | Total sur la carrière | Total sur la carrière | 27          | 0           | 1           | 3                     | 1                     | 0                     | -                              | 11                             | 0                              | 0                              | 41    | 1     | 1     |

## Palmarès

### En club
| Al-Sadd SC (2)                                                                    |
| --------------------------------------------------------------------------------- |
| - Qatar Stars League (1) : - Champion : 2025 - Qatar Cup (1) : - Vainqueur : 2025 |